# De Soto National Forest

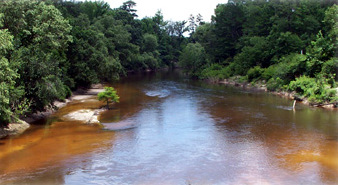
Black Creek im De Soto National Forest

Der De Soto National Forest ist ein Nationalforst, der im südlichen Teil des US-Bundesstaates Mississippi gelegen ist. Der Forst bedeckt eine Fläche von 1532 km², wovon 190 km² als Wildnis ausgewiesen sind. Dies sind im Einzelnen die Leaf River Wilderness mit 170 km² und die Black Creek Wilderness mit 20 km². An seiner Grenze fließt der Leaf River, der unter anderem die seltene Gelbtupfen-Höckerschildkröte beherbergt.
Der De Soto National Forest erstreckt sich zwischen Hattiesburg im Norden und Gulfport im Süden am Golf von Mexiko.